# Нарын (футбольный клуб)
«Нарын» (узб. «Norin» Haqqulobod futbol klubi/«Норин» Ҳаққулобод футбол клуби) — советский и узбекистанский футбольный клуб из города Хаккулабад Наманганской области (вилоята).

## История
Основан в 1989 году. Участник Про-лиги Узбекистана — 2-го по уровню и значимости футбольного дивизиона страны, в котором в общей сложности провёл 9 сезонов (1992—1997 и 2016—2018).

## Достижения
Первая лига Узбекистана — 2-е место (2016).
Вторая низшая лига СССР — 24-е место в зональном турнире (1991).
Чемпион Узбекской ССР (1990).

## Известные игроки
- Епифанов Владислав.

## Тренеры
- Вали Кельдыев (2016? — 2018)